# Décembre 1860
Cette page présente les faits marquants du mois de décembre 1860.

## Événements
- Décembre : cabinet libéral de Schmerling en Autriche.

- 5 décembre, France : Persigny est nommé ministre de l’Intérieur (fin en 1863).

- 24 décembre :
  - États-Unis : sécession de la Caroline du Sud qui ne peut accepter un président au programme anti-esclavagiste.
  - France : grève des tonneliers de Sète.

- 31 décembre : le rattachement à la France du comté de Nice et du duché de Savoie devient effectif.

## Naissances
- 4 décembre : Charles de Broqueville, futur premier ministre belge († 5 septembre 1940).
- 10 décembre : Jigoro Kano, fondateur du judo († 4 mai 1938).
- 13 décembre : Alphonse-Osias Gagnon, évêque de Sherbrooke († 12 février 1941).

## Décès
- 26 décembre : Jean-Marie de Lamennais, prêtre français (° 1780).